# Festival Internacional de Cinema de Sant Sebastià 1963
L'11a edició del Festival Internacional de Cinema de Sant Sebastià va tenir lloc entre el 7 i el 16 de juny de 1963. Fou inaugurat pel director general de Cinematografia Florentino Soria Heredia amb la projecció de fora de concurs de Fellini 8 ½, que havia clausurat el 15è Festival Internacional de Cinema de Canes; el dia 8 es projectaren El tejedor de milagros i Le Jour et l'Heure. Els dies 9 i 10 visitaren el certamen Leslie Caron i Marisol i foren projectades Una storia milanese, L'habitació en forma d'ela, Au coeur de la vie i Los inconstantes. El dia 12 foren projectats els curtmetratges i Les dimanches de Ville d'Avray, que va gaudir amb la presència de Màrius Cabré i Rocío Dúrcal i el dia 13 Los viciosos i Del rosa al amarillo, que fou força aplaudida. El dia 14 es projectaren Dime with a Halo i Das Feuerschiff, i van visitar el festival Alberto Lattuada, Lee Remick i Alberto Sordi. El dia 15 es van projectar El ratolí a la lluna i Joguines a les golfes, i va comptar amb la presència d'Yvette Mimieux. El dia 16 es va projectar Mafioso d'Alberto Lattuada, a qui li fou atorgada la Conquilla d'Or enmig de les protestes del públic. Després es van entregar la resta de premis.

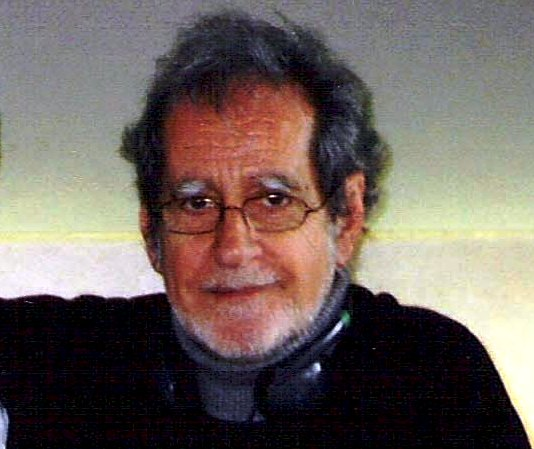
Edouard Molinaro

## Jurat oficial
- Nathan Golden
- Marcelo Arroita-Jáuregui
- Georg Bartosch
- Julio Coll
- Sergio Frossali
- Lukas Heller
- Édouard Molinaro

## Retrospectiva
La retrospectiva d'aquesta edició fou dedicada a "Toros i toreros a la pantalla".

## Selecció oficial
Les pel·lícules de la selecció oficial de 1963 foren:

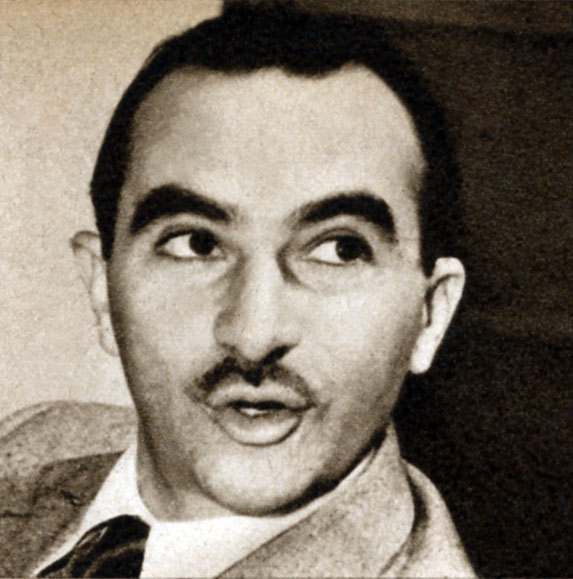
Alberto Lattuada

- Au coeur de la vie de Robert Enrico
- Le avventure di Topo Gigio de Federico Caldura  (fora de concurs)
- Das Feuerschiff de Ladislao Vajda
- Dies de vi i roses de Blake Edwards
- Del rosa al amarillo de Manuel Summers
- Dime with a Halo de Boris Sagal
- El tejedor de milagros de Francisco del Villar  (fora de concurs)
- Le Jour et l'Heure de René Clément  (fora de concurs)
- Les dimanches de Ville d'Avray de Serge Bourguignon
- Los inconstantes de Rodolfo Kuhn
- Los viciosos d'Enrique Carreras
- Mafioso d'Alberto Lattuada
- Fellini 8 ½ de Federico Fellini  (fora de concurs)
- Sono yo wa wasurenai de Kozaburo Yoshimura
- L'habitació en forma d'ela de Bryan Forbes
- El ratolí a la lluna de Richard Lester
- Joguines a les golfes de George Roy Hill
- Una storia milanese d'Eriprando Visconti  (fora de concurs)
- Què se n'ha fet, de Baby Jane? de Robert Aldrich  (fora de concurs)

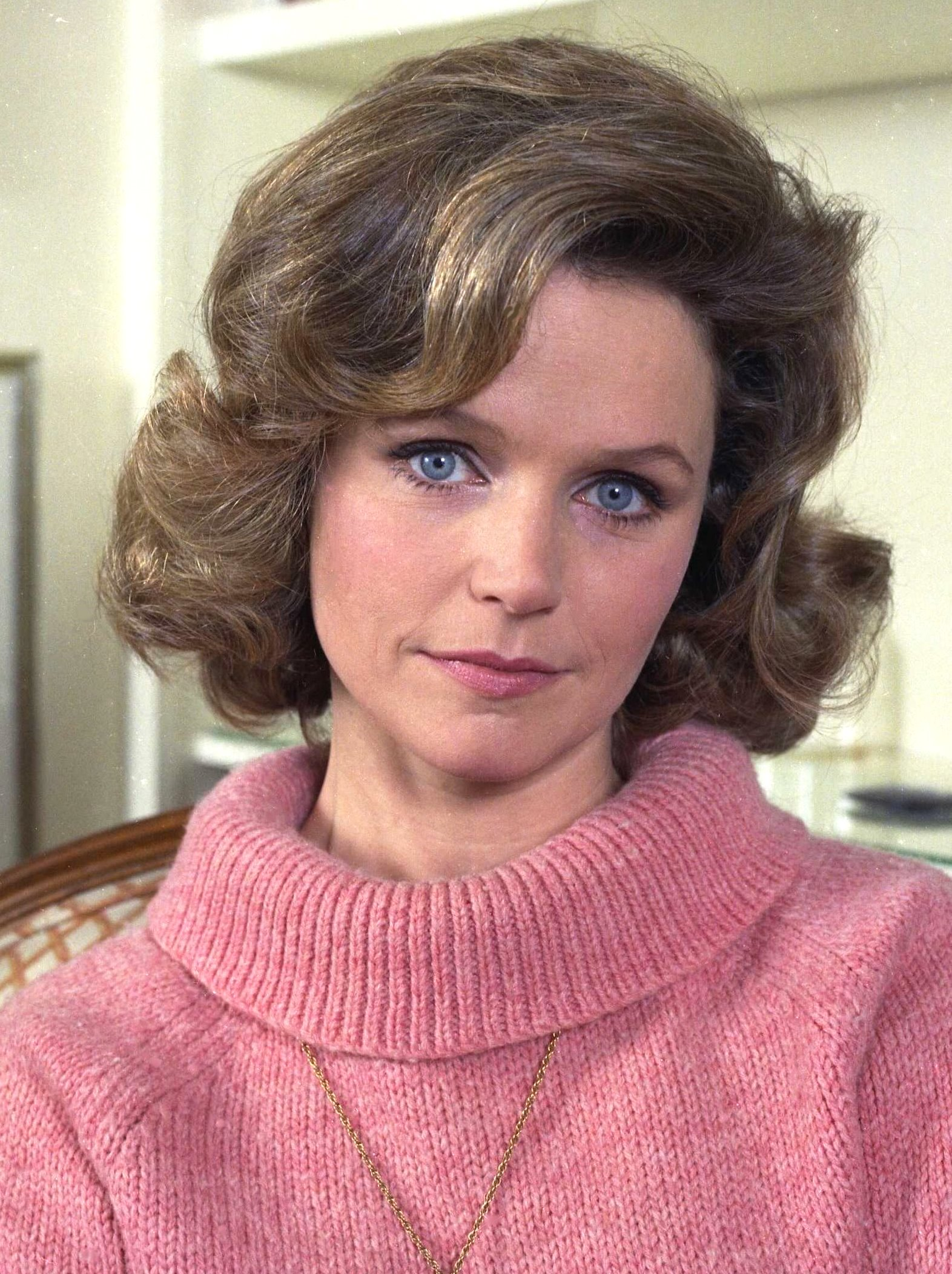
Lee Remick

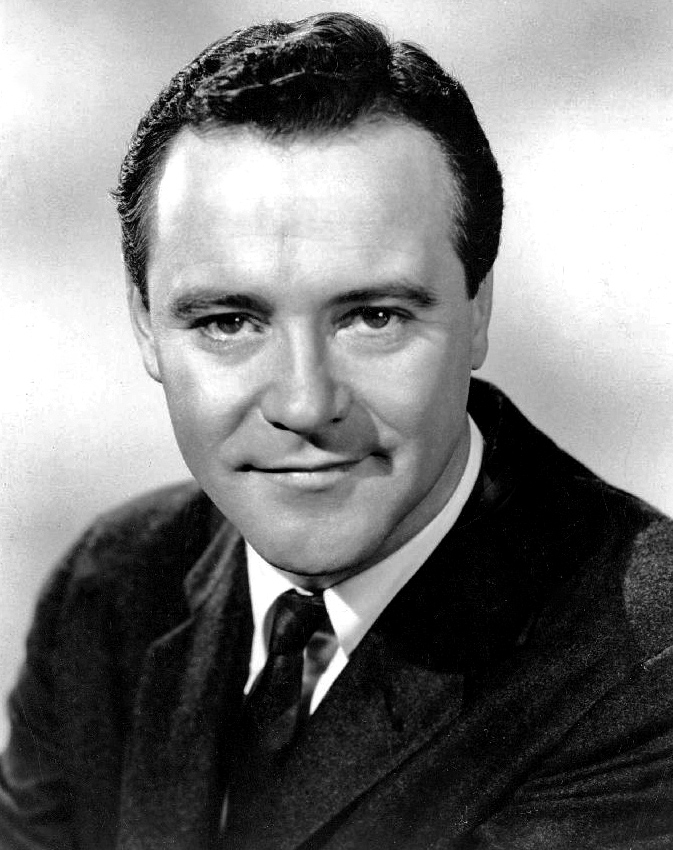
Jack Lemmon

## Palmarès
Els premis atorgats en aquesta edició foren:
- Conquilla d'Or a la millor pel·lícula Mafioso, d'Alberto Lattuada
- Conquilla d'Or (curtmetratge): La contrebasse, de Maurice Fasquel
- Conquilla de Plata al millor director: Manuel Summers, per Del rosa al amarillo
- Premi Sant Sebastià a la Millor Direcció: Robert Enrico, por Au coeur de la vie
- Premi Sant Sebastià d'interpretació femenina: Lee Remick, per Dies de vi i roses, de Blake Edwards
- Premi Sant Sebastià d'interpretació masculina: Jack Lemmon, per Dies de vi i roses, de Blake Edwards
- Premi Perla del Cantàbric al millor llargmetratge de parla hispana: Del rosa al amarillo, de Manuel Summers
- Premi Perla del Cantàbric al millor curtmetratge de parla hispana: (ex aequo) "Rhapsody in Bogotá", de José María Arzuaga  i "Tiempo abierto", de Javier Aguirre Fernández